# Шесть династий
Шесть династий (六朝 Liù Cháo, 220—589) — понятие китайской историографии, характеризующее период между падением империи Хань и основанием империи Суй. Наряду с периодом Воюющих царств (ок. 465 — 221 до н. э.) представляет собой эпоху, когда Китайская империя находилась в состоянии раздробленности. Поскольку это состояние традиционно описывалось как кризисное, последующие историки видели свою задачу в отслеживании конкурирующих династийных линий — для правильного наименования периодов при летоисчислении, соблюдения ритуалов и вынесения моральных суждений о становлении и гибели царств, претендовавших на держание «небесного мандата».
Существуют два различных списка «шести династий»:
1. Сюй Сун (许嵩, Xǔ Sōng), историк династии Тан, составил повествование о Цзянькане 建康实录 Jiànkāng Shílù (совр. Нанкин) в правление шести династий. Этот список включил в себя:
- У эпохи Троецарствия (222—280)
- Цзинь (265—420)
- Лю Сун (420—479)
- Южная Ци (479—502)
- Южная Лян (502—557)
- Чэнь (557—589)

2. Сыма Гуан 司馬光 перечислил список шести династий с точки зрения легитимности: в этом списке на месте У значится Вэй (220—265).
Поскольку на территории империи Хань возникло динамичное множество государств, этот период также получил более общее название 魏晋南北朝 (Вэй, Цзинь, Южные и Северные Династии, 420—589).
Этот период отличался подъемом поэтического искусства, во многом направленном на преодоление вычурного стиля династии Хань.